# دیدارهای فوتبال ارمنستان و ایران
تیم‌های ملی فوتبال مردان بزرگسالان ارمنستان و ایران تاکنون تنها ۱ بار در مقابل یکدیگر قرار گرفته‌اند. این بازی دوستانه در ساعت ۵ بعدازظهر به وقت محلی روز چهارشنبه ۱۱ اوت ۲۰۱۰ در ورزشگاه هزاردان، شهر ایروان برگزار شد. تیم ملی فوتبال ایران با نتیجه ۳–۱ در مقابل تیم ملی ارمنستان به برتری رسید. گل ارمنستان را در این دیدار آقوان مکرتچیان به ثمر رساند.